# The GB Foods
The GB Foods (Eigenschreibweise GBfoods, früher Gallina Blanca Star, S.A.) ist ein spanisches Unternehmen mit Sitz in Barcelona (Spanien), das zur Agrolimen-Gruppe gehört.  Das Unternehmen wurde 1937 von Lluís Carulla i Canals gegründet. The GB Foods ist heute in 70 Ländern auf 4 Kontinenten vertreten und ein führendes Unternehmen der Lebensmittelbranche mit Spezialisierung auf über 30 lokale Marken und Produkte wie Suppen, Brühen, Teigwaren und vorgekochte Produkte.
2019 wurde Continental Foods übernommen.
Mit einem Umsatz von 1.300 Millionen Euro, 20 Werken und rund 3.600 Mitarbeitern ist die Gruppe heute mit ihren täglichen Mahlzeitprodukten in Spanien, Italien, den Niederlanden, Russland, den GUS-Republiken, in 30 Ländern Afrikas und im Nahen Osten mit renommierten Marken vertreten.

## Marken
In Deutschland vertreibt das Unternehmen hauptsächlich die übernommenen Produkte von Continental Foods mit den Namen Erasco, Heisse Tasse und Lacroix.
Weitere Marken sind:
- Jumbo
- Gallina Blanca
- Gino
- Liebig
- Star
- D&L
- Grand'Italia
- Blå Band